# Encarsia aseta
Encarsia aseta är en stekelart som beskrevs av Hayat och Andrew Polaszek 1992. Encarsia aseta ingår i släktet Encarsia och familjen växtlussteklar.
Artens utbredningsområde är Taiwan. Inga underarter finns listade i Catalogue of Life.